# Mercury – Act 1
Mercury - Act 1 – piąty  studyjny album amerykańskiego zespołu Imagine Dragons. Krążek zadebiutował 3 września 2021 roku. Wydaniem albumu po raz kolejny zajęła się wytwórnia Interscope Records oraz KIDinaKORNER.

## Promocja
Album został ogłoszony 30 czerwca 2021 roku. Data premiery wraz z okładką pojawiły się tego samego dnia. Krążek promują trzy single: „Follow You”, „Cutthroat”, wydane 12 marca 2021 roku, oraz „Wrecked”, zainspirowany śmiercią szwagierki Reynoldsa, wydany 2 lipca tego samego roku.
Zespół podkreślał współpracę z Rickiem Rubinem przy tworzeniu albumu.
Jednym z elementów akcji promocyjnej było przygotowanie przez zespół szeregu zagadek (MercuryAscending), prowadzących do fragmentów piosenek z płyty. Pierwszym elementem gry było wydanie 18 sierpnia utworu „Imagine Dragons” pod nazwą „Ragged Insomnia”, będącej anagramem słów Imagine Dragons. Odtwarzając piosenkę od tyłu usłyszeć można słowa „Hopeless Opus Backwards Channel”. Są one nawiązaniem do piosenki „Hopeless Opus' z drugiego albumu zespołu. Utwór puszczony od tyłu zawiera słowa „there is an anagram” (pol. „istnieje anagram”). Był to kolejny trop w grze.
Nagrania w Polsce uzyskały status złotej płyty.

## Lista utworów
| Edycja standardowa – 2021 | Edycja standardowa – 2021  | Edycja standardowa – 2021                                                                                  | Edycja standardowa – 2021   | Edycja standardowa – 2021 |
| Nr                        | Tytuł utworu               | Tekst | Produkcja                   | Długość                   |
| ------------------------- | -------------------------- | --- | --------------------------- | ------------------------- |
| 1.                        | „My Life”                  | Ben McKee, Daniel Platzman, Dan Reynolds, Wayne Sermon, Robin Fredriksson, Mattias Larsson, Justin Tranter | Mattman & Robin             | 3:44                      |
| 2.                        | „Lonely”                   | McKee, Platzman, Reynolds, Sermon, Fredriksson, Larsson, Tranter                                           | Mattman & Robin             | 2:39                      |
| 3.                        | „Wrecked”                  | McKee, Platzman, Reynolds, Sermon                                                                          | Imagine Dragons             | 4:04                      |
| 4.                        | „Monday”                   | McKee, Platzman, Reynolds, Sermon, Andrew Tolman                                                           |                             | 3:07                      |
| 5.                        | „#1”                       | McKee, Platzman, Reynolds, Sermon, Kaelyn Behr, Mark Benedicto                                             |                             | 3:25                      |
| 6.                        | „Easy Come Easy Go”        | McKee, Platzman, Reynolds, Sermon, DeZuzio                                                                 | Jayson DeZuzio              | 2:59                      |
| 7.                        | „Giants”                   | McKee, Platzman, Reynolds, Sermon, Tolman                                                                  |                             | 3:30                      |
| 8.                        | „It’s Ok”                  | McKee, Platzman, Reynolds, Sermon, Tolman                                                                  |                             | 3:22                      |
| 9.                        | „Dull Knives”              | McKee, Platzman, Reynolds, Sermon, Aja Volkman                                                             |                             | 3:33                      |
| 10.                       | „Follow You”               | McKee, Platzman, Reynolds, Sermon, Elley Duhé, Fran Hall, Little                                           | Joel Little                 | 2:55                      |
| 11.                       | „Cutthroat”                | McKee, Platzman, Reynolds, Sermon                                                                          | Imagine Dragons, Rick Rubin | 2:49                      |
| 12.                       | „No Time For Toxic People” | McKee, Platzman, Reynolds, Sermon, Jason Suwito                                                            |                             | 3:27                      |
| 13.                       | „One Day”                  | McKee, Platzman, Reynolds, Sermon, Shatkin, Dylan Wiggins                                                  | Jesse Shatkin               | 2:31                      |
|                           |                            | |                             | 42:05                     |

| Japońska edycja Deluxe CD – 2021 | Japońska edycja Deluxe CD – 2021  | Japońska edycja Deluxe CD – 2021                                 | Japońska edycja Deluxe CD – 2021 | Japońska edycja Deluxe CD – 2021 |
| Nr                               | Tytuł utworu                      | Tekst                                                            | Produkcja                        | Długość                          |
| -------------------------------- | --------------------------------- | ---------------------------------------------------------------- | -------------------------------- | -------------------------------- |
| 1.                               | „Follow You (Summer '21 Version)” | McKee, Platzman, Reynolds, Sermon, Elley Duhé, Fran Hall, Little | Brandon Darner                   | 2:52                             |
|                                  |                                   |                                                                  |                                  | 2:52                             |